# Liste der Baudenkmäler in St. Ingbert
In der Liste der Baudenkmäler in St. Ingbert sind alle Baudenkmäler der saarländischen Stadt St. Ingbert und ihrer Ortsteile aufgelistet. Grundlage ist die Veröffentlichung der Landesdenkmalliste im Amtsblatt des Saarlandes vom 22. Dezember 2004 und die aktuelle Teildenkmalliste der Mittelstadt St. Ingbert in der Fassung vom 9. August 2017.

## Hassel
| Lage                                                    | Bezeichnung                | Beschreibung | Bild |
| ------------------------------------------------------- | -------------------------- | --- | --- |
| Am Albertschacht Lage                                   | Ensemble Gut Ettental      | Der „Glashütterhof“ entstand im 18. Jahrhundert nahe dem Weiler Rittersmühle. Aus dieser Zeit ist nur noch die Stallscheuer erhalten. Die Familie Villeroy erwarb den Hof im 19. Jahrhundert und baute ihn zum Landgut aus. | Der „Glashütterhof“ entstand im 18. Jahrhundert nahe dem Weiler Rittersmühle. Aus dieser Zeit ist nur noch die Stallscheuer erhalten. Die Familie Villeroy erwarb den Hof im 19. Jahrhundert und baute ihn zum Landgut aus. |
| Am Albertschacht Lage                                   | Ensemble Gut Ettental      | Stallgebäude und Wohnteil, nach 1846, Erweiterung in der 1. Hälfte des 20. Jahrhunderts (Ensemblebestandteil) | |
| Am Albertschacht Lage                                   | Ensemble Gut Ettental      | Wohnhaus, 19. Jahrhundert, Neubau 1922 (Ensemblebestandteil) | |
| Am Albertschacht Lage                                   | Ensemble Gut Ettental      | Stallscheuer, 18. Jahrhundert, Erweiterung 1841 (Einzeldenkmal) | |
| Am Albertschacht Lage                                   | Ensemble Gut Ettental      | Herrenhaus, um 1840 (Einzeldenkmal) | |
| Am Albertschacht Lage                                   | Ensemble Gut Ettental      | Hangabstützungsmauer, Torpfeiler, Umgrenzungsmauer, 19./20. Jh. (Ensemblebestandteil) | |
| Außerhalb der Ortslage (nahe am Triebscheider Hof) Lage | WH10, Westwallbefestigung  | Der Bunker nahe am Triebscheider Hof wurde 1938 im Rahmen des Westwalls als Regelbau 23 („MG-Schartenstand mit Maulscharte“) errichtet. | |
| Blumenstraße Lage                                       | Kath. Pfarrhaus            | Das Pfarrhaus wurde gemeinsam mit der Kirche 1928 von Wilhelm Schulte II. und Hubert Groß erbaut. | |
| Eisenbahnstraße Lage                                    | Evangelische Kirche Hassel | Die evangelische Kirche in Hassel wurde 1908 von Ludwig Wagner-Speyer im Jugendstil erbaut. Die aufwändige Wandbemalung weist Einflüsse der Beuroner Kunstschule auf. | |
| Schorrenburgstraße 26 Lage                              | Kath. Kirche Herz Jesu     | Die Kirche wurde 1928 von den Architekten Wilhelm Schulte II. und Hubert Groß erbaut. Über eine überdachte Brücke gelangt man vom Pfarrhaus zur Kirche Herz Jesu. | |
| Triebscheiderhof Lage                                   | Wohnhaus                   | 1825 erwarb Friedrich Schuler aus Zweibrücken von der Familie Villeroy den Triebscheiderhof und erbaute das jetzige Herrenhaus. Mehrfach wechselte in der Folgezeit der Besitzer des Gutes, bis es 1832 an die Familie Wolf verkauft wurde, die es bis heute bewirtschaftet. Unter Denkmalschutz steht nur das Wohnhaus aus dem 18. Jahrhundert. | |

## Oberwürzbach
| Lage                   | Bezeichnung                          | Beschreibung | Bild |
| ---------------------- | ------------------------------------ | --- | ---- |
| Hauptstraße 81/83 Lage | Grenzsteine                          | |      |
| Hauptstraße Lage       | Kath. Pfarrkirche Herz Jesu, 1922–23 | Die Kirche wurde 1922/23 nach Plänen der Architekten Wilhelm Schulte II. (Neustadt) und Forster erbaut. Die L-förmige Kirche mit Tonnengewölbe wurde nach Beseitigung von Kriegsschäden 1950/51 nach Plänen des Diözesanbaurats Wilhelm Schulte wesentlich erweitert, indem man an die westliche Längsseite des ursprünglichen Gebäudes einen Erweiterungsbau anfügte. |      |
| Hauptstraße 87 Lage    | Bauernhaus                           | Erbaut 1822 |      |
| Hauptstraße 92 Lage    | Türsturz, 1789/1815                  | |      |
| Hauptstraße 94 Lage    | Bauernhaus                           | Das Bauernhaus wurde 1827 erbaut und 1928 erweitert. |      |
| Hauptstraße 96 Lage    | Schule                               | Die Schule wurde 1836-38 erbaut. |      |
| Hauptstraße 133 Lage   | Bauernhaus                           | Erbaut 1765 |      |
| Rittersmühle 2 Lage    | Mühlengehöft                         | Das Mühlengehöft aus dem 18. Jahrhundert gab dem gleichnamigen Weiler seinen Namen. |      |
| Talstraße Lage         | Waschhaus                            | Das Waschhaus ist eines der wenigen erhaltenen Waschhäuser, die früher die Dörfer der Region prägten. Der kleine Bau ist mit drei Arkaden auf einer Seite geöffnet und stammt aus der ersten Hälfte des 19. Jahrhunderts. |      |

## Rentrisch
| Lage                                               | Bezeichnung                         | Beschreibung | Bild |
| -------------------------------------------------- | ----------------------------------- | --- | ---- |
| Am Spellenstein Lage                               | Spellenstein                        | Der Menhir stammt aus der ausgehenden Jungsteinzeit und wurde wohl um 1800 v. Chr. aufgestellt. Er ist 5,05 m hoch und aus hartem Sandstein. |      |
| Lottenhammer 21/23/25/27 Lage                      | Verwaltungs- und Wirtschaftsgebäude | Das Verwaltungs- und Wirtschaftsgebäude des Rentrischer Eisenhammers entstand um 1760.                                                       |      |
| Sebastian-Kurtz-Straße/Bris-sous-Forges-Platz Lage | WH 337, Westwallbefestigung         | Der Bunker WH 337 ist ein kleiner Bunker der Westwallbefestigung und wurde 1937 erbaut.                                                      |      |

## Rohrbach
| Lage                        | Bezeichnung                                                         | Beschreibung | Bild |
| --------------------------- | ------------------------------------------------------------------- | --- | ---- |
| Obere Kaiserstraße Lage     | Kath. Pfarrkirche St. Johannes Baptist                              | Die katholische Kirche wurde 1891-95 nach Plänen des Architekten Karl August Barth mit Formen der Neuromanik erbaut. Die Kirche gliedert sich von Nord nach Süd in einen Turm mit Spitzhelm. Dem fünfachsigen Langhaus mit doppelten Rundbogenfenstern und einen fünfseitigen polygonalen Chor ist ein Turm mit Spitzhelm vorgelagert. Im Turm befindet sich das Eingangsportal zur Kirche. |      |
| Obere Kaiserstraße 117 Lage | Ehem. Kaiserliche Posthalterei, 1810, heute Wohn- und Geschäftshaus | Die Posthalterei entstand 1810 als Teil der Postlinie von Mainz nach Paris. |      |

## St. Ingbert
| Lage                                                              | Bezeichnung                                                                   | Beschreibung | Bild |
| ----------------------------------------------------------------- | ----------------------------------------------------------------------------- | --- | --- |
| Kaiserstraße Lage                                                 | Ensemble Alte Brauerei                                                        | Zum Ensemble der alten Brauerei gehören mehrere Wohn- und zwei Gasthäuser. Keimzelle ist das Gasthaus Alte Brauerei, in der die Gebrüder Friedrich, Karl und Georg Becker ab 1877 Bier brauten. | Zum Ensemble der alten Brauerei gehören mehrere Wohn- und zwei Gasthäuser. Keimzelle ist das Gasthaus Alte Brauerei, in der die Gebrüder Friedrich, Karl und Georg Becker ab 1877 Bier brauten. |
| Kaiserstraße Lage                                                 | Ensemble Alte Brauerei                                                        | Kaiserstraße 97, Wohnhaus, um 1830 (Ensemblebestandteil) | |
| Kaiserstraße Lage                                                 | Ensemble Alte Brauerei                                                        | Kaiserstraße 99/101, Gaststätte Alte Brauerei, um 1810 (Ensemblebestandteil) | |
| Kaiserstraße Lage                                                 | Ensemble Alte Brauerei                                                        | Kaiserstraße 103, Torfahrthaus, Wohnhaus, 1. Hälfte 19. Jh., Fassade 1. Viertel 20. Jh., Seitenbau 1920/30er (Einzeldenkmal) | |
| Kaiserstraße Lage                                                 | Ensemble Alte Brauerei                                                        | Kaiserstraße 105, Wohnhaus, um 1850 (Ensemblebestandteil) | |
| Kaiserstraße Lage                                                 | Ensemble Alte Brauerei                                                        | Kaiserstraße 107, Wohn- und Gasthaus, um 1850 (Ensemblebestandteil) | |
| Kaiserstraße Lage                                                 | Ensemble Alte Brauerei                                                        | Kaiserstraße 109, Wohnhaus, um 1850 (Ensemblebestandteil) | |
| Alleestraße/Dudweiler Straße/Alte Schmelz/Saarbrücker Straße Lage | Ensemble Alte Schmelz                                                         | Das Eisenwerk wurde 1772 gegründet. Hier wurden überwiegend Drähte und Eisenbänder hergestellt und weiterverarbeitet. Das Ensemble gilt als gelungenes Beispiel für die Industrie des 19. Jahrhunderts und eine enge Verzahnung von Wohnen und Arbeiten in dieser Zeit. | Das Eisenwerk wurde 1772 gegründet. Hier wurden überwiegend Drähte und Eisenbänder hergestellt und weiterverarbeitet. Das Ensemble gilt als gelungenes Beispiel für die Industrie des 19. Jahrhunderts und eine enge Verzahnung von Wohnen und Arbeiten in dieser Zeit.                                                                                      |
| Alleestraße/Dudweiler Straße/Alte Schmelz/Saarbrücker Straße Lage | Ensemble Alte Schmelz                                                         | Alleestraße 11, Englische Parkanlage, 1. Hälfte 19. Jh. (Ensemblebestandteil) | |
| Alleestraße/Dudweiler Straße/Alte Schmelz/Saarbrücker Straße Lage | Ensemble Alte Schmelz                                                         | Alleestraße 11, ehem. Altes Feuerwehrhaus, 1866, Erweiterungen 1940 und nach 1945 (Ensemblebestandteil) | |
| Alleestraße/Dudweiler Straße/Alte Schmelz/Saarbrücker Straße Lage | Ensemble Alte Schmelz                                                         | Alleestraße 11, Technisches Büro, um 1850, Erweiterung 1892, Umbau 1905 (Ensemblebestandteil) | |
| Alleestraße/Dudweiler Straße/Alte Schmelz/Saarbrücker Straße Lage | Ensemble Alte Schmelz                                                         | Alleestraße 11, Feindrahtzughalle, 1913 (Ensemblebestandteil) | |
| Alleestraße/Dudweiler Straße/Alte Schmelz/Saarbrücker Straße Lage | Ensemble Alte Schmelz                                                         | Alleestraße 11, Drahtzug, Werkshalle mit Kranbahnen, 1912 (Einzeldenkmal) | |
| Alleestraße/Dudweiler Straße/Alte Schmelz/Saarbrücker Straße Lage | Ensemble Alte Schmelz                                                         | Alleestraße 11, Elektrozentrale/Umformerstation, 1912 (Einzeldenkmal) | |
| Alleestraße/Dudweiler Straße/Alte Schmelz/Saarbrücker Straße Lage | Ensemble Alte Schmelz                                                         | Alleestraße 11, Stangenzughalle, 1912 (Einzeldenkmal) | |
| Alleestraße/Dudweiler Straße/Alte Schmelz/Saarbrücker Straße Lage | Ensemble Alte Schmelz                                                         | Alleestraße 11, Koksschuppen, 1911, später Modellager (Einzeldenkmal) | |
| Alleestraße/Dudweiler Straße/Alte Schmelz/Saarbrücker Straße Lage | Ensemble Alte Schmelz                                                         | Alleestraße 11, Beizerei, Werkshalle, 1913 (Einzeldenkmal) | |
| Alleestraße/Dudweiler Straße/Alte Schmelz/Saarbrücker Straße Lage | Ensemble Alte Schmelz                                                         | Alleestraße 11, Glüherei, Werkshalle, 1907–13 (Einzeldenkmal) | |
| Alleestraße/Dudweiler Straße/Alte Schmelz/Saarbrücker Straße Lage | Ensemble Alte Schmelz                                                         | Alleestraße 11, Einfriedungsmauer, 1907–13 (Einzeldenkmal) | |
| Alleestraße/Dudweiler Straße/Alte Schmelz/Saarbrücker Straße Lage | Ensemble Alte Schmelz                                                         | Alleestraße 11, Hauptverwaltung, 1868, Erweiterung 1877, Glocke von 1725 (Einzeldenkmal) | |
| Alleestraße/Dudweiler Straße/Alte Schmelz/Saarbrücker Straße Lage | Ensemble Alte Schmelz                                                         | Alte Schmelz, Treppenanlage, 1906 (Ensemblebestandteil) | |
| Alleestraße/Dudweiler Straße/Alte Schmelz/Saarbrücker Straße Lage | Ensemble Alte Schmelz                                                         | Alte Schmelz 1/3/5, Beamtenwohnhaus, um 1810 (Einzeldenkmal) | Alte Schmelz 1/3/5, Sankt Ingbert |
| Alleestraße/Dudweiler Straße/Alte Schmelz/Saarbrücker Straße Lage | Ensemble Alte Schmelz                                                         | Alte Schmelz 2, Meisterwohnhaus, 1887–1905 (Ensemblebestandteil) | Alte Schmelz 2, Sankt Ingbert |
| Alleestraße/Dudweiler Straße/Alte Schmelz/Saarbrücker Straße Lage | Ensemble Alte Schmelz                                                         | Alte Schmelz 4, Meisterwohnhaus, 1887–1905 (Ensemblebestandteil) | Alte Schmelz 4, Sankt Ingbert |
| Alleestraße/Dudweiler Straße/Alte Schmelz/Saarbrücker Straße Lage | Ensemble Alte Schmelz                                                         | Alte Schmelz 6, Meisterwohnhaus mit Wirtschaftsgebäude, 1887–1905 (Ensemblebestandteil) | Alte Schmelz 6, Sankt Ingbert |
| Alleestraße/Dudweiler Straße/Alte Schmelz/Saarbrücker Straße Lage | Ensemble Alte Schmelz                                                         | Alte Schmelz 8, Meisterwohnhaus, 1887–1905 (Ensemblebestandteil) | |
| Alleestraße/Dudweiler Straße/Alte Schmelz/Saarbrücker Straße Lage | Ensemble Alte Schmelz                                                         | Alte Schmelz 10–20 (gerade Nummern), Mehrfamilienwohnhaus für Arbeiter mit Wirtschaftsgebäude, um 1771–91 (Einzeldenkmal) | Alte Schmelz 10–20, Sankt Ingbert |
| Alleestraße/Dudweiler Straße/Alte Schmelz/Saarbrücker Straße Lage | Ensemble Alte Schmelz                                                         | Alte Schmelz 13/15, Beamtenwohnhaus, um 1810 (Einzeldenkmal) | |
| Alleestraße/Dudweiler Straße/Alte Schmelz/Saarbrücker Straße Lage | Ensemble Alte Schmelz                                                         | Alte Schmelz 22–30 (gerade Nummern), Mehrfamilienwohnhaus für Arbeiter mit Wirtschaftsgebäude, um 1800 (Einzeldenkmal) | |
| Alleestraße/Dudweiler Straße/Alte Schmelz/Saarbrücker Straße Lage | Ensemble Alte Schmelz                                                         | Alte Schmelz 32–40 (gerade Nummern), Mehrfamilienhaus für Arbeiter mit Wirtschaftsgebäude, um 1800 (Einzeldenkmal) | |
| Alleestraße/Dudweiler Straße/Alte Schmelz/Saarbrücker Straße Lage | Ensemble Alte Schmelz                                                         | Alte Schmelz 42, Mehrfamilienwohnhaus für Beamte, um 1810 (Einzeldenkmal) | |
| Alleestraße/Dudweiler Straße/Alte Schmelz/Saarbrücker Straße Lage | Ensemble Alte Schmelz                                                         | Alte Schmelz 46–50 (gerade Nummern), Mehrfamilienwohnhaus für Beamte, um 1810 (Ensemblebestandteil) | |
| Alleestraße/Dudweiler Straße/Alte Schmelz/Saarbrücker Straße Lage | Ensemble Alte Schmelz                                                         | Alte Schmelz 52–60 (gerade Nummern), Mehrfamilienwohnhaus für Arbeiter, um 1804–10 (Einzeldenkmal) | |
| Alleestraße/Dudweiler Straße/Alte Schmelz/Saarbrücker Straße Lage | Ensemble Alte Schmelz                                                         | Alte Schmelz 62, Wohnhaus, um 1810 (Einzeldenkmal) | |
| Alleestraße/Dudweiler Straße/Alte Schmelz/Saarbrücker Straße Lage | Ensemble Alte Schmelz                                                         | Alte Schmelz 64, Wohnhaus, 1905–13 durch Umbau zweier älterer Wohnhäuser (Ensemblebestandteil) | |
| Alleestraße/Dudweiler Straße/Alte Schmelz/Saarbrücker Straße Lage | Ensemble Alte Schmelz                                                         | Alte Schmelz 68, Wohnhaus, um 1810 (Einzeldenkmal) | |
| Alleestraße/Dudweiler Straße/Alte Schmelz/Saarbrücker Straße Lage | Ensemble Alte Schmelz                                                         | Alte Schmelz 72, Wohnhaus, um 1810 (Ensemblebestandteil) | |
| Alleestraße/Dudweiler Straße/Alte Schmelz/Saarbrücker Straße Lage | Ensemble Alte Schmelz                                                         | Alte Schmelz 80, Direktorenwohnhaus mit Park, 1905–13 (Ensemblebestandteil) | |
| Alleestraße/Dudweiler Straße/Alte Schmelz/Saarbrücker Straße Lage | Ensemble Alte Schmelz                                                         | Alte Schmelz 80a, Direktorenwohnhaus mit Rückgebäude, Park und Gartenhäuschen, 1887–1905 (Ensemblebestandteil) | |
| Alleestraße/Dudweiler Straße/Alte Schmelz/Saarbrücker Straße Lage | Ensemble Alte Schmelz                                                         | Dudweilerstraße, Eisenbahnbrücke, 1865 (Ensemblebestandteil) | |
| Alleestraße/Dudweiler Straße/Alte Schmelz/Saarbrücker Straße Lage | Ensemble Alte Schmelz                                                         | Dudweilerstraße, Werkstattgebäude der Walzendreherei, um 1893, Umnutzung um 1925 (Ensemblebestandteil) | |
| Alleestraße/Dudweiler Straße/Alte Schmelz/Saarbrücker Straße Lage | Ensemble Alte Schmelz                                                         | Dudweilerstraße 16a, Bürogebäude des „oberen Werkes“, 1910–13 (Ensemblebestandteil) | |
| Alleestraße/Dudweiler Straße/Alte Schmelz/Saarbrücker Straße Lage | Ensemble Alte Schmelz                                                         | Dudweilerstraße 16b, Pförtnerhaus und Speisehalle für das „obere Werk“, 1911 (Ensemblebestandteil) | |
| Alleestraße/Dudweiler Straße/Alte Schmelz/Saarbrücker Straße Lage | Ensemble Alte Schmelz                                                         | Dudweilerstraße 24/26, Wohnhaus mit Wirtschaftsgebäude, 1887–1905 (Ensemblebestandteil) | |
| Alleestraße/Dudweiler Straße/Alte Schmelz/Saarbrücker Straße Lage | Ensemble Alte Schmelz                                                         | Dudweilerstraße 29, Laborgebäude mit Einfriedungsmauer, Laborgebäude, 1887–98, 1920–35 Schule der französischen Grubenverwaltung (Französische Schule) (Ensemblebestandteil) | |
| Alleestraße/Dudweiler Straße/Alte Schmelz/Saarbrücker Straße Lage | Ensemble Alte Schmelz                                                         | Dudweilerstraße 31, Pumpenhaus, 1887–98 (Ensemblebestandteil) | |
| Alleestraße/Dudweiler Straße/Alte Schmelz/Saarbrücker Straße Lage | Ensemble Alte Schmelz                                                         | Dudweilerstraße 41, Elektrische Zentrale, 1907–08, ab 1958 Walzendreherei (Einzeldenkmal) | |
| Alleestraße/Dudweiler Straße/Alte Schmelz/Saarbrücker Straße Lage | Ensemble Alte Schmelz                                                         | Dudweilerstraße 79, Schlafhaus, 1907 (Einzeldenkmal) | |
| Alleestraße/Dudweiler Straße/Alte Schmelz/Saarbrücker Straße Lage | Ensemble Alte Schmelz                                                         | Saarbrücker Straße 38, Alte Möllerhalle, um 1800, Umgestaltung ab 1884, Uhr und Glocke von 1810 (Einzeldenkmal) | |
| Alleestraße/Dudweiler Straße/Alte Schmelz/Saarbrücker Straße Lage | Ensemble Alte Schmelz                                                         | Saarbrücker Straße 38, Herrenhaus, Wohnhaus, 1807 (Einzeldenkmal) | |
| Alleestraße/Dudweiler Straße/Alte Schmelz/Saarbrücker Straße Lage | Ensemble Alte Schmelz                                                         | Saarbrücker Straße 38, Kessel- und Maschinenhaus, 1898, 1951 Umbau zur Fahrzeughalle der Werkfeuerwehr (Ensemblebestandteil) | |
| Alleestraße/Dudweiler Straße/Alte Schmelz/Saarbrücker Straße Lage | Ensemble Alte Schmelz                                                         | Saarbrücker Straße 38, Werkhalle nördl. der mechanischen Werkstatt, sog. Alte Schlosserei, 1887 Gießhalle, 1905 Reparaturwerkstätte, 1907–13 Werkhalle, 1913Modelltischlerei, Zimmerwerkstatt und Sattlerei, 1958 Bad (Ensemblebestandteil) | |
| Alleestraße/Dudweiler Straße/Alte Schmelz/Saarbrücker Straße Lage | Ensemble Alte Schmelz                                                         | Saarbrücker Straße 38, Bandeisenmagazin, Werkshalle, Vorgängerbau um 1850, Umbau 1905 und 1912 (Ensemblebestandteil) | |
| Alleestraße/Dudweiler Straße/Alte Schmelz/Saarbrücker Straße Lage | Ensemble Alte Schmelz                                                         | Saarbrücker Straße 38, Mechanische Werkstatt, 1907 (Einzeldenkmal) | |
| Kaiserstraße Lage                                                 | Ensemble Brauerei Becker                                                      | Die Brauerei Becker wurde 1877 gegründet und zählt zu den ältesten Brauereien des Saarlandes. Im Zentrum des Ensembles steht der ehemalige Sudturm, der 1925/26 nach Plänen von Hans Herkommer erbaut wurde. | Die Brauerei Becker wurde 1877 gegründet und zählt zu den ältesten Brauereien des Saarlandes. Im Zentrum des Ensembles steht der ehemalige Sudturm, der 1925/26 nach Plänen von Hans Herkommer erbaut wurde. |
| Kaiserstraße Lage                                                 | Ensemble Brauerei Becker                                                      | Kaiserstraße 168, Brauerei Becker, Wohnhaus, Felsenkeller, Hangabstützungsmauer, 4. Viertel 19. Jh., Umbau und Erweiterung 1912–13 von Arthur Kratzsch (Ensemblebestandteil) | |
| Kaiserstraße Lage                                                 | Ensemble Brauerei Becker                                                      | Kaiserstraße 170–174, Bauhof, 1937 von Hans Herkommer (Ensemblebestandteil) | |
| Kaiserstraße Lage                                                 | Ensemble Brauerei Becker                                                      | Kaiserstraße 170–174, Tankstelle, 1954 von Jörg Herkommer (Ensemblebestandteil) | |
| Kaiserstraße Lage                                                 | Ensemble Brauerei Becker                                                      | Kaiserstraße 170–174, Garagenbau, 1920–30, Aufstockung 1956 von Jörg Herkommer (Ensemblebestandteil) | |
| Kaiserstraße Lage                                                 | Ensemble Brauerei Becker                                                      | Kaiserstraße 170–174, Zwischentrakt, 1952–54 von Hans Herkommer (Ensemblebestandteil) | |
| Kaiserstraße Lage                                                 | Ensemble Brauerei Becker                                                      | Kaiserstraße 170–174, Kesselhaus mit Kranbahn, Kohlen- und Aschenbunker, Hochkamin, 1952–54 von Hans Herkommer (Ensemblebestandteil) | |
| Kaiserstraße Lage                                                 | Ensemble Brauerei Becker                                                      | Kaiserstraße 170–174, sog. Herwa-Bau (Gebäudetrakt zur Limonadenherstellung), um 1935 von Hans Herkommer (Ensemblebestandteil) | |
| Kaiserstraße Lage                                                 | Ensemble Brauerei Becker                                                      | Kaiserstraße 170–174, Garagenbau I, 1914 und Erweiterungen 1922 und 1929 von Arthur Kratzsch, Umbau und Aufstockung 1954 von Jörg Herkommer (Ensemblebestandteil) | |
| Kaiserstraße Lage                                                 | Ensemble Brauerei Becker                                                      | Kaiserstraße 170–174, Lagerkeller, 1958 (Ensemblebestandteil) | |
| Kaiserstraße Lage                                                 | Ensemble Brauerei Becker                                                      | Kaiserstraße 170–174, Flaschenkeller, 1952 von HansHerkommer (Einzeldenkmal) | |
| Kaiserstraße Lage                                                 | Ensemble Brauerei Becker                                                      | Kaiserstraße 170–174, Kellereigebäude II / Lagerkeller, Brauerei, Abfertigungshalle, 1927 von K. Kern, Erweiterung 1930-31 von Hans Herkommer (Einzeldenkmal) | |
| Kaiserstraße Lage                                                 | Ensemble Brauerei Becker                                                      | Kaiserstraße 170–174, Eisengeneratorenbau mit technischer Ausstattung, Brauerei, 1928 von Hans Herkommer (Einzeldenkmal) | |
| Kaiserstraße Lage                                                 | Ensemble Brauerei Becker                                                      | Kaiserstraße 170–174, zweites Maschinenhaus, 1897–98, Erweiterung um 1906, Umbauten um 1950- 60 von Jörg Herkommer und 1960 von Joseph von Waldbott (Ensemblebestandteil) | |
| Kaiserstraße Lage                                                 | Ensemble Brauerei Becker                                                      | Kaiserstraße 170–174, Maschinenhaus mit Malzsilo, 1927 Maschinenhaus, 1928- 29 Malzsilo von Hans Herkommer (Einzeldenkmal) | |
| Kaiserstraße Lage                                                 | Ensemble Brauerei Becker                                                      | Kaiserstraße 170–174, sog. Beckerturm, Sudturm 1925–26 von Hans Herkommer, Sudraum, Schrotmühle und drei Farbmalzkästen von 1926, zwei Kaltwasserbehälter von 1926, brautechnische Ausstattung 1957–59, zweite Schrotmühle 1957 von Hans Herkommer (Ensemblebestandteil) | |
| Kaiserstraße Lage                                                 | Ensemble Brauerei Becker                                                      | Kaiserstraße 170–174, Kellereigebäude I, 1897–98, Erweiterungen 1906 und 1913, 1939 und 1941 Umbau und Aufstockung von Hans Herkommer (Einzeldenkmal) | |
| Kaiserstraße Lage                                                 | Ensemble Brauerei Becker                                                      | Kaiserstraße 170–174, Brauereihof, 1925–31 von Hans Herkommer (Ensemblebestandteil) | |
| Kaiserstraße Lage                                                 | Ensemble Brauerei Becker                                                      | Kaiserstraße 170–174, südl. Abschnitt der östl. Umfassungsmauer des Brauereiareals, 1930–40 von Hans Herkommer (Ensemblebestandteil) | |
| Kaiserstraße Lage                                                 | Ensemble Brauerei Becker                                                      | Kaiserstraße 170–174, Hangabstützungsmauer an der Ostseite des Brauereiareals, 1930–31 von Hans Herkommer (Ensemblebestandteil) | |
| Kaiserstraße Lage                                                 | Ensemble Brauerei Becker                                                      | Kaiserstraße 170–174, Treppe beim Pförtnerhaus, um 1960 (Ensemblebestandteil) | |
| Kaiserstraße Lage                                                 | Ensemble Brauerei Becker                                                      | Kaiserstraße 170–174, Gambrinus-Statue, 1. Viertel 20. Jh. (Ensemblebestandteil) | |
| Kaiserstraße Lage                                                 | Ensemble Brauerei Becker                                                      | Kaiserstraße 170–174, Hangabstützungsmauer und Laterne, um 1898 (Ensemblebestandteil) | |
| Kaiserstraße Lage                                                 | Ensemble Brauerei Becker                                                      | Kaiserstraße 170–174, Hangabstützungsmauer entlang der Ostkurve der Auffahrt, 1925–31 von Hans Herkommer (Ensemblebestandteil) | |
| Kaiserstraße Lage                                                 | Ensemble Brauerei Becker                                                      | Kaiserstraße 170–174, Auffahrt Brauerei Becker, 1897–98 (Ensemblebestandteil) | |
| Kaiserstraße Lage                                                 | Ensemble Brauerei Becker                                                      | Kaiserstraße 170–174, Podesttreppe, Einmündung der Auffahrt mit Laternen und Geländer, 1953 von Hans Herkommer (Ensemblebestandteil) | |
| Kaiserstraße Lage                                                 | Ensemble Brauerei Becker                                                      | Kaiserstraße 170–174, Hangabstützungsmauer entlang der Straße mit Eingang zu den Lagerkellern, 1953 von Hans Herkommer (Ensemblebestandteil) | |
| Kaiserstraße Lage                                                 | Ensemble Brauerei Becker                                                      | Kaiserstraße 170–174, Wohnhaus Karl Becker mit baufester Ausstattung, Einfriedung, Hangabstützungsmauer, 1910 von Arthur Kratsch (Einzeldenkmal) | |
| Kaiserstraße Lage                                                 | Ensemble Brauerei Becker                                                      | Kaiserstraße 170–174, Verwaltungsbau mit Wasserbassin, Pförtnerhaus, Verbindungsgang, 1958–60 von Jörg Herkommer (Ensemblebestandteil) | |
| Am Grubenstollen Lage                                             | Ensemble ehemalige Rischbach-Anlage                                           | Ab 1772 wurden in St. Ingbert planmäßig Kohlen abgebaut. 1959 wird die Kohlengrube St. Ingbert geschlossen. Von der Grube erhalten sind ein Lehrstollen, das Zechenhaus mit einem Schuppen und das Stollenmundloch, das um 1845 entstand. | Ab 1772 wurden in St. Ingbert planmäßig Kohlen abgebaut. 1959 wird die Kohlengrube St. Ingbert geschlossen. Von der Grube erhalten sind ein Lehrstollen, das Zechenhaus mit einem Schuppen und das Stollenmundloch, das um 1845 entstand. |
| Am Grubenstollen Lage                                             | Ensemble ehemalige Rischbach-Anlage                                           | Am Grubenstollen 11, Lehrstollen, 19. Jh. (Ensemblebestandteil) | |
| Am Grubenstollen Lage                                             | Ensemble ehemalige Rischbach-Anlage                                           | Am Grubenstollen 11, Zechenhaus mit Schuppen, um 1849 (Einzeldenkmal) | |
| Am Grubenstollen Lage                                             | Ensemble ehemalige Rischbach-Anlage                                           | Am Grubenstollen 13 (ehem.11), Stollenmundloch, um 1845 (Einzeldenkmal) | |
| Kohlenstraße/Ludwigstraße/Poststraße/Rickertstraße Lage           | Ensemble historischer Bebauung                                                | Das Ensemble umfassend weitgehend Wohn- und Geschäftshäuser aus vier Straßen, die einen Block bilden. Die Häuser entstanden überwiegend in der zweiten Hälfte des 19. Jahrhunderts. Außerdem gehört als Einzeldenkmal das Alte Spital der Stadt zum Ensemble. | Das Ensemble umfassend weitgehend Wohn- und Geschäftshäuser aus vier Straßen, die einen Block bilden. Die Häuser entstanden überwiegend in der zweiten Hälfte des 19. Jahrhunderts. Außerdem gehört als Einzeldenkmal das Alte Spital der Stadt zum Ensemble.                                                                                                |
| Kohlenstraße/Ludwigstraße/Poststraße/Rickertstraße Lage           | Ensemble historischer Bebauung                                                | Kohlenstraße 3, Wohnhaus, um 1892 (Ensemblebestandteil) | |
| Kohlenstraße/Ludwigstraße/Poststraße/Rickertstraße Lage           | Ensemble historischer Bebauung                                                | Kohlenstraße 5/5a, Altes Spital, 1873 (Einzeldenkmal) | |
| Kohlenstraße/Ludwigstraße/Poststraße/Rickertstraße Lage           | Ensemble historischer Bebauung                                                | Kohlenstraße 23, Wohnhaus, um 1898 (Ensemblebestandteil) | |
| Kohlenstraße/Ludwigstraße/Poststraße/Rickertstraße Lage           | Ensemble historischer Bebauung                                                | Kohlenstraße 25, Wohnhaus, um 1897 (Ensemblebestandteil) | |
| Kohlenstraße/Ludwigstraße/Poststraße/Rickertstraße Lage           | Ensemble historischer Bebauung                                                | Kohlenstraße 27, Wohnhaus, um 1899 (Ensemblebestandteil) | |
| Kohlenstraße/Ludwigstraße/Poststraße/Rickertstraße Lage           | Ensemble historischer Bebauung                                                | Kohlenstraße 37, Wohnhaus, um 1900 (Ensemblebestandteil) | |
| Kohlenstraße/Ludwigstraße/Poststraße/Rickertstraße Lage           | Ensemble historischer Bebauung                                                | Kohlenstraße 39, Wohnhaus, um 1900 (Ensemblebestandteil) | |
| Kohlenstraße/Ludwigstraße/Poststraße/Rickertstraße Lage           | Ensemble historischer Bebauung                                                | Ludwigstraße 23, Wohnhaus, 19. Jh. (Ensemblebestandteil) | |
| Kohlenstraße/Ludwigstraße/Poststraße/Rickertstraße Lage           | Ensemble historischer Bebauung                                                | Ludwigstraße 25, Wohn- und Geschäftshaus, um 1840 (Ensemblebestandteil) | |
| Kohlenstraße/Ludwigstraße/Poststraße/Rickertstraße Lage           | Ensemble historischer Bebauung                                                | Ludwigstraße 27, Wohn- und Geschäftshaus, um 1880 (Ensemblebestandteil) | |
| Kohlenstraße/Ludwigstraße/Poststraße/Rickertstraße Lage           | Ensemble historischer Bebauung                                                | Ludwigstraße 28, Wohnhaus, um 1850 (Ensemblebestandteil) | |
| Kohlenstraße/Ludwigstraße/Poststraße/Rickertstraße Lage           | Ensemble historischer Bebauung                                                | Ludwigstraße 29, Wohn- und Geschäftshaus, um 1860, Ladeneinbau 4. Viertel 19. Jh. (Einzeldenkmal) | |
| Kohlenstraße/Ludwigstraße/Poststraße/Rickertstraße Lage           | Ensemble historischer Bebauung                                                | Ludwigstraße 30/32, Wohn- und Gasthaus, um 1835, Fassade um 1925 (Ensemblebestandteil) | |
| Kohlenstraße/Ludwigstraße/Poststraße/Rickertstraße Lage           | Ensemble historischer Bebauung                                                | Ludwigstraße 31, Wohn- und Geschäftshaus, um 1850 (Ensemblebestandteil) | |
| Kohlenstraße/Ludwigstraße/Poststraße/Rickertstraße Lage           | Ensemble historischer Bebauung                                                | Ludwigstraße 33, Geschäftshaus, um 1900 (Ensemblebestandteil) | |
| Kohlenstraße/Ludwigstraße/Poststraße/Rickertstraße Lage           | Ensemble historischer Bebauung                                                | Ludwigstraße 35, Wohn- und Geschäftshaus, um 1880 (Ensemblebestandteil) | |
| Kohlenstraße/Ludwigstraße/Poststraße/Rickertstraße Lage           | Ensemble historischer Bebauung                                                | Ludwigstraße 36, Wohn- und Geschäftshaus, um 1842, Umbau um 1900 (Ensemblebestandteil) | |
| Kohlenstraße/Ludwigstraße/Poststraße/Rickertstraße Lage           | Ensemble historischer Bebauung                                                | Ludwigstraße 37, sog. Goldener Stern, Wohnhaus, um 1850 (Ensemblebestandteil) | |
| Kohlenstraße/Ludwigstraße/Poststraße/Rickertstraße Lage           | Ensemble historischer Bebauung                                                | Ludwigstraße 38, Wohn- und Geschäftshaus, um 1876 (Ensemblebestandteil) | |
| Kohlenstraße/Ludwigstraße/Poststraße/Rickertstraße Lage           | Ensemble historischer Bebauung                                                | Ludwigstraße 41, Wohn- und Geschäftshaus, um 1908 (Ensemblebestandteil) | |
| Kohlenstraße/Ludwigstraße/Poststraße/Rickertstraße Lage           | Ensemble historischer Bebauung                                                | Ludwigstraße 42, Wohn- und Geschäftshaus, um 1902 (Ensemblebestandteil) | |
| Kohlenstraße/Ludwigstraße/Poststraße/Rickertstraße Lage           | Ensemble historischer Bebauung                                                | Poststraße 10, Wohnhaus, 1906 (Einzeldenkmal) | |
| Kohlenstraße/Ludwigstraße/Poststraße/Rickertstraße Lage           | Ensemble historischer Bebauung                                                | Poststraße 14, Wohnhaus, um 1927 (Ensemblebestandteil) | |
| Kohlenstraße/Ludwigstraße/Poststraße/Rickertstraße Lage           | Ensemble historischer Bebauung                                                | Poststraße 16, Wohnhaus, um 1900 (Ensemblebestandteil) | |
| Kohlenstraße/Ludwigstraße/Poststraße/Rickertstraße Lage           | Ensemble historischer Bebauung                                                | Poststraße 18, Wohnhaus, um 1920 (Ensemblebestandteil) | |
| Kohlenstraße/Ludwigstraße/Poststraße/Rickertstraße Lage           | Ensemble historischer Bebauung                                                | Rickertstraße 24, Wohn- und Bürohaus, 1928 (Einzeldenkmal) | |
| Kohlenstraße/Ludwigstraße/Poststraße/Rickertstraße Lage           | Ensemble historischer Bebauung                                                | Rickertstraße 26, Westpfälzische Verlagsdruckerei, Geschäftshaus, um 1928 (Einzeldenkmal) | |
| Kohlenstraße/Ludwigstraße/Poststraße/Rickertstraße Lage           | Ensemble historischer Bebauung                                                | Rickertstraße 28, Wohn- und Geschäftshaus, um 1909 (Einzeldenkmal) | |
| Kohlenstraße/Ludwigstraße/Poststraße/Rickertstraße Lage           | Ensemble historischer Bebauung                                                | Rickertstraße 30, Wohn- und Geschäftshaus, um 1910 (Ensemblebestandteil) | |
| Kohlenstraße/Ludwigstraße/Poststraße/Rickertstraße Lage           | Ensemble historischer Bebauung                                                | Rickertstraße 32, Wohn- und Geschäftshaus, um 1914 (Ensemblebestandteil) | |
| Kohlenstraße/Ludwigstraße/Poststraße/Rickertstraße Lage           | Ensemble historischer Bebauung                                                | Rickertstraße 36, Wohnhaus, um 1923 (Ensemblebestandteil) | |
| Kohlenstraße/Ludwigstraße/Poststraße/Rickertstraße Lage           | Ensemble historischer Bebauung                                                | Rickertstraße 38, Wohn- und Geschäftshaus, um 1923 (Ensemblebestandteil) | |
| Kaiserstraße/Ludwigstraße/Maxplatz Lage                           | Ensemble Maxplatz                                                             | Die Gebäude rund um den Maxplatz entstanden überwiegend in der zweiten Hälfte des 20. Jahrhunderts. | Die Gebäude rund um den Maxplatz entstanden überwiegend in der zweiten Hälfte des 20. Jahrhunderts. |
| Kaiserstraße/Ludwigstraße/Maxplatz Lage                           | Ensemble Maxplatz                                                             | Kaiserstraße 75, Wohn- und Geschäftshaus, 1892 (Ensemblebestandteil) | |
| Kaiserstraße/Ludwigstraße/Maxplatz Lage                           | Ensemble Maxplatz                                                             | Kaiserstraße 77, Wohn- und Geschäftshaus, 1834 (Ensemblebestandteil) | |
| Kaiserstraße/Ludwigstraße/Maxplatz Lage                           | Ensemble Maxplatz                                                             | Kaiserstraße 79, Wohn- und Geschäftshaus, 1855 (Ensemblebestandteil) | |
| Kaiserstraße/Ludwigstraße/Maxplatz Lage                           | Ensemble Maxplatz                                                             | Kaiserstraße 81, Wohn- und Geschäftshaus, 1874 (Ensemblebestandteil) | |
| Kaiserstraße/Ludwigstraße/Maxplatz Lage                           | Ensemble Maxplatz                                                             | Kaiserstraße 83, Gaststätte Beckerbräu, 1898 (Ensemblebestandteil) | |
| Kaiserstraße/Ludwigstraße/Maxplatz Lage                           | Ensemble Maxplatz                                                             | Ludwigstraße 6, Wohn- und Geschäftshaus, um 1800 (Ensemblebestandteil) | |
| Kaiserstraße/Ludwigstraße/Maxplatz Lage                           | Ensemble Maxplatz                                                             | Ludwigstraße 8/8a, Wohn- und Geschäftshaus, 1836 (Ensemblebestandteil) | |
| Kaiserstraße/Ludwigstraße/Maxplatz Lage                           | Ensemble Maxplatz                                                             | Ludwigstraße 14, Wohn- und Geschäftshaus, 1905 (Ensemblebestandteil) | |
| Kaiserstraße/Ludwigstraße/Maxplatz Lage                           | Ensemble Maxplatz                                                             | Ludwigstraße 16, Wohn- und Geschäftshaus, 1905 (Ensemblebestandteil) | |
| Kaiserstraße/Ludwigstraße/Maxplatz Lage                           | Ensemble Maxplatz                                                             | Ludwigstraße 20, Wohn- und Geschäftshaus, 1895 (Ensemblebestandteil) | |
| Kaiserstraße/Ludwigstraße/Maxplatz Lage                           | Ensemble Maxplatz                                                             | Maxplatz 8, Wohnhaus, 1. Viertel 19. Jh. (Ensemblebestandteil) | |
| Kaiserstraße/Ludwigstraße/Maxplatz Lage                           | Ensemble Maxplatz                                                             | Maxplatz 10, Wohn- und Geschäftshaus, um 1850 (Ensemblebestandteil) | |
| Kaiserstraße/Ludwigstraße/Maxplatz Lage                           | Ensemble Maxplatz                                                             | Maxplatz 12/14, Wohnhaus, 2. Hälfte 18. Jh. (Ensemblebestandteil) | |
| Kaiserstraße/Ludwigstraße/Maxplatz Lage                           | Ensemble Maxplatz                                                             | Maxplatz 16, Wohnhaus, 1. Hälfte 19. Jh. (Ensemblebestandteil) | |
| Kaiserstraße/Ludwigstraße/Maxplatz Lage                           | Ensemble Maxplatz                                                             | Maxplatz 18, Wohnhaus, 1. Hälfte 19. Jh. (Ensemblebestandteil) | |
| Kaiserstraße/Ludwigstraße/Maxplatz Lage                           | Ensemble Maxplatz                                                             | Maxplatz 20, Wohnhaus, 19. Jh. (Ensemblebestandteil) | |
| Kaiserstraße/Ludwigstraße/Maxplatz Lage                           | Ensemble Maxplatz                                                             | Maxplatz 26, Wohnhaus, 19. Jh. (Ensemblebestandteil) | |
| Kaiserstraße/Ludwigstraße/Maxplatz Lage                           | Ensemble Maxplatz                                                             | Maxplatz 28–38, Wohnhäuser, um 1750–55 (Ensemblebestandteile) | |
| Kaiserstraße Lage                                                 | Ensemble Ortskern St. Ingbert                                                 | Der erhaltene Ortskern der Stadt um die kath. Kirche St. Engelbert stammt weitgehend aus dem 19. Jahrhundert. | Der erhaltene Ortskern der Stadt um die kath. Kirche St. Engelbert stammt weitgehend aus dem 19. Jahrhundert. |
| Kaiserstraße Lage                                                 | Ensemble Ortskern St. Ingbert                                                 | Kaiserstraße 37, Wohn- und Geschäftshaus, um 1850 (Ensemblebestandteil) | |
| Kaiserstraße Lage                                                 | Ensemble Ortskern St. Ingbert                                                 | Kaiserstraße 39, Wohn- und Geschäftshaus, 1903 (Ensemblebestandteil) | |
| Kaiserstraße Lage                                                 | Ensemble Ortskern St. Ingbert                                                 | Kaiserstraße 41, Wohnhaus, 1. Hälfte 19. Jh., Schaufensterfront von 1895 (Ensemblebestandteil) | |
| Kaiserstraße Lage                                                 | Ensemble Ortskern St. Ingbert                                                 | Kaiserstraße 43, Wohn- und Geschäftshaus, 1906 (Ensemblebestandteil) | |
| Kaiserstraße Lage                                                 | Ensemble Ortskern St. Ingbert                                                 | Kaiserstraße 45, Wohn- und Geschäftshaus, 1899 (Ensemblebestandteil) | |
| Kaiserstraße Lage                                                 | Ensemble Ortskern St. Ingbert                                                 | Kaiserstraße 47, Wohn- und Geschäftshaus, 1907 (Einzeldenkmal) | |
| Kaiserstraße Lage                                                 | Ensemble Ortskern St. Ingbert                                                 | Kaiserstraße 50/52, Wohn- und Geschäftshaus, um 1857, Umbauten bei Nr. 50 in den Jahren 1914 und 1960 (Ensemblebestandteil) | |
| Kaiserstraße Lage                                                 | Ensemble Ortskern St. Ingbert                                                 | Kaiserstraße 51, Wohn- und Geschäftshaus, um 1820–40 und 1937 (Ensemblebestandteil) | |
| Kaiserstraße Lage                                                 | Ensemble Ortskern St. Ingbert                                                 | Kaiserstraße 53/55, Wohnhäuser, um 1800 (Ensemblebestandteil) | |
| Kaiserstraße Lage                                                 | Ensemble Ortskern St. Ingbert                                                 | Kaiserstraße 54, Wohn- und Geschäftshaus, um 1905 (Einzeldenkmal) | |
| Kaiserstraße Lage                                                 | Ensemble Ortskern St. Ingbert                                                 | Kaiserstraße 56, Wohn- und Geschäftshaus, 1894 (Ensemblebestandteil) | |
| Kaiserstraße Lage                                                 | Ensemble Ortskern St. Ingbert                                                 | Kaiserstraße 59, Wohnhaus, 18. Jh. / 1. Viertel 19. Jh., Fassade um 1874 neugestaltet (Ensemblebestandteil) | |
| Kaiserstraße Lage                                                 | Ensemble Ortskern St. Ingbert                                                 | Kaiserstraße 60, Wohn- und Geschäftshaus, 18. Jh., Umbau 1. Hälfte 19. Jh. (Ensemblebestandteil) | |
| Kaiserstraße Lage                                                 | Ensemble Ortskern St. Ingbert                                                 | Kaiserstraße 61, Hirsch-Apotheke, Wohn- und Geschäftshaus, um 1800, Schaufensterfront und rückwärtige Erweiterung 4. Viertel 19. Jh., Umbau 1936 (Einzeldenkmal) | |
| Kaiserstraße Lage                                                 | Ensemble Ortskern St. Ingbert                                                 | Kaiserstraße 62, Geburtshaus des Malers Albert Weisgerber (1878–1915), Wohnhaus, 18. Jh., Umbau 4. Viertel 19. Jh. und um 1920–30 (Einzeldenkmal) | |
| Kaiserstraße Lage                                                 | Ensemble Ortskern St. Ingbert                                                 | Kaiserstraße 63, kath. Kirche St. Engelbert mit Ausstattung, 1755 (Einzeldenkmal) | |
| Kaiserstraße Lage                                                 | Ensemble Ortskern St. Ingbert                                                 | Kaiserstraße 65, Wohnhaus, 2. Hälfte 18. Jh. (Einzeldenkmal) | |
| Kaiserstraße Lage                                                 | Ensemble Ortskern St. Ingbert                                                 | Kaiserstraße 66, Wohnhaus, 18. Jh., Umbau um 1875 (Ensemblebestandteil) | |
| Kaiserstraße Lage                                                 | Ensemble Ortskern St. Ingbert                                                 | Kaiserstraße 67, Wohnhaus, 18. Jh., Aufstockung um 1860/70, Umbau 1986–87 (Ensemblebestandteil) | |
| Kaiserstraße Lage                                                 | Ensemble Ortskern St. Ingbert                                                 | Kaiserstraße 68, Wohnhaus, 18. Jh., Umbau um 1875 (Ensemblebestandteil) | |
| Kaiserstraße Lage                                                 | Ensemble Ortskern St. Ingbert                                                 | Kaiserstraße 70, Gasthaus Grüne Laterne, Wohn- und Gasthaus, 1758 (Einzeldenkmal) | |
| Kaiserstraße Lage                                                 | Ensemble Ortskern St. Ingbert                                                 | Kaiserstraße 73, Wohn- und Geschäftshaus, um 1789 (Einzeldenkmal) | |
| Kaiserstraße Lage                                                 | Ensemble Ortskern St. Ingbert                                                 | Kaiserstraße 76, Wohn- und Geschäftshaus, 1905 (Einzeldenkmal) | |
| Kaiserstraße Lage                                                 | Ensemble Ortskern St. Ingbert                                                 | Kaiserstraße 78/80/82, Wohnhaus, 18. Jh. (Einzeldenkmal) | |
| Kaiserstraße Lage                                                 | Ensemble Ortskern St. Ingbert                                                 | Kaiserstraße 82, Wohnhaus, um 1770 (Ensemblebestandteil) | |
| Kaiserstraße Lage                                                 | Ensemble Ortskern St. Ingbert                                                 | Kaiserstraße 88, Wohn- und Geschäftshaus, um 1850, Schaufensterfront um 1900 (Ensemblebestandteil) | |
| Kaiserstraße Lage                                                 | Ensemble Ortskern St. Ingbert                                                 | Kaiserstraße 90, Wohnhaus, 18. Jh., Schaufensterfront um 1900 (Ensemblebestandteil) | |
| Kaiserstraße Lage                                                 | Ensemble Ortskern St. Ingbert                                                 | Kaiserstraße 92, Adler-Apotheke, Wohn- und Geschäftshaus, um 1726, Schaufensterfront 4. Viertel 19. Jh. (Einzeldenkmal) | |
| Karl-Vopelius-Straße/Wilhelm-Wentzel-Straße Lage                  | Ensemble Siedlung der Vopelius-Wentzel'schen Glashütte                        | Im Norden an das ehemalige Werksgelände der Vopelius-Wentzel'schen Glashütte schließt sich eine Arbeitersiedlung der Glasmacher an. Sie wurde 1920 nach Plänen des Kaiserslauterer Architekten Alois Lech erbaut. Die eingeschossigen Reihenhäuser sind in zwei Zeilen und fünf Gruppen angeordnet. Auffällig sind die kleinen Rundtürmchen an den Fassaden. | Im Norden an das ehemalige Werksgelände der Vopelius-Wentzel'schen Glashütte schließt sich eine Arbeitersiedlung der Glasmacher an. Sie wurde 1920 nach Plänen des Kaiserslauterer Architekten Alois Lech erbaut. Die eingeschossigen Reihenhäuser sind in zwei Zeilen und fünf Gruppen angeordnet. Auffällig sind die kleinen Rundtürmchen an den Fassaden. |
| Karl-Vopelius-Straße/Wilhelm-Wentzel-Straße Lage                  | Ensemble Siedlung der Vopelius-Wentzel'schen Glashütte                        | Karl-Vopelius-Straße 1–8, Mehrfamilienwohnhaus, 1920 von Alois Lech (Ensemblebestandteil) | |
| Karl-Vopelius-Straße/Wilhelm-Wentzel-Straße Lage                  | Ensemble Siedlung der Vopelius-Wentzel'schen Glashütte                        | Karl-Vopelius-Straße 9–18, Mehrfamilienwohnhaus, 1920 von Alois Lech (Ensemblebestandteil) | |
| Karl-Vopelius-Straße/Wilhelm-Wentzel-Straße Lage                  | Ensemble Siedlung der Vopelius-Wentzel'schen Glashütte                        | Karl-Vopelius-Straße 19–25, Mehrfamilienwohnhaus, 1920 von Alois Lech (Ensemblebestandteil) | |
| Karl-Vopelius-Straße/Wilhelm-Wentzel-Straße Lage                  | Ensemble Siedlung der Vopelius-Wentzel'schen Glashütte                        | Wilhelm-Wentzel-Straße 1–17, Mehrfamilienwohnhaus, 1920 von Alois Lech (Ensemblebestandteil) | |
| Karl-Vopelius-Straße/Wilhelm-Wentzel-Straße Lage                  | Ensemble Siedlung der Vopelius-Wentzel'schen Glashütte                        | Wilhelm-Wentzel-Straße 18–22, Mehrfamilienwohnhaus, 1920 von Alois Lech (Ensemblebestandteil) | |
| Alte Bahnhofstraße 2 Lage                                         | „Alter Bahnhof“, Bahnhofsempfangsgebäude                                      | Der alte Bahnhof der Stadt wurde in den Jahren 1867 bis 1870 erbaut und 1879/80 umgebaut. Inzwischen beherbergt er ein Restaurant. | |
| Alte Bahnhofstraße 9 Lage                                         | Alte Baumwollspinnerei mit Kesselhaus, Maschinenhaus, Kantine, Lagerhalle     | Die Baumwollspinnerei wurde 1885 von dem Schweizer Unternehmer Max Schuler aus Wetzikon als Textilunternehmen gegründet und bis 1938 immer wieder erweitert. In der Zeit von 1964 bis 1997 wurde die ehemalige Baumwollspinnerei von der Bundeswehr als Sanitätsdepot genutzt. Der Gebäudekomplex wurde 1992 als Dokument des sachlichen Funktionalismus im Industriebau der Jahrhundertwende unter Denkmalschutz gestellt. Im November 1998 erwarb der Galerist Werner Deller die Baumwollspinnerei und entwickelte ein Konzept zur neuen Nutzung des Geländes als Kreativzentrum mit Museen, Ateliers, Wohnungen, Büros und Gastronomie. | |
| Alte Bahnhofstraße 11 Lage                                        | Amtsgerichtsgefängnis                                                         | Erbaut 1882 | |
| Alte Bahnhofstraße 24 Lage                                        | Wohn- und Geschäftshaus mit Werkstattgebäude, Verbindungsbau                  | Das Wohn- und Geschäftshaus mit Werkstattgebäude wurde 1912 erbaut, der Verbindungsbau 1914. | |
| Annastraße 2 Lage                                                 | Wohnhaus                                                                      | Erbaut 1920 bis 1930 | |
| Außerhalb der Ortslage Lage                                       | Stiefler Schloss                                                              | Erhalten sind von der Turmhügelburg nur noch Fundamentreste aus der Zeit um 1000. Zerstört wurde die kleine Burg wohl im 12. Jahrhundert. | |
| Dr.-Schultheß-Straße Lage                                         | Jüdischer Friedhof                                                            | 1886 beschloss der Stadtrat ein Gelände zu erwerben und es der jüdischen Gemeinde der Stadt zur Verfügung zu stellen. Die Toten der jüdischen Gemeinde wurden bis 1888 in Blieskastel beigesetzt. In der NS-Zeit wurde der Friedhof geschändet und die Grabsteine umgestürzt. Das städtische Bauamt räumte die Grabsteine ab und lagerte sie in einem benachbarten Steinbruch. Der Friedhof wurde um 1942 eingeebnet und für den Ackerbau verwendet. Nach Kriegsende beschloss die Stadt im August 1947 die Instandsetzung. Bis 1951 wurde der Friedhof wiederhergerichtet, die Grabsteine wieder aufgestellt.                             | |
| Dr.-Wolfgang-Krämer-Straße 15 Lage                                | Wohnhaus                                                                      | Erbaut zur Jahrhundertwende | |
| Dr.-Wolfgang-Krämer-Straße 61 Lage                                | Wohnhaus                                                                      | Erbaut 1898 | |
| Elversberger Straße 90 Lage                                       | Bezirkskrankenhaus mit Kapelle und Wohnhaus des Chefarztes                    | Das Bezirkskrankenhaus wurde 1926/27 von Ernst Leistner erbaut. In den Jahren 1964 bis 1966 wurde es von Rudolf Krüger zu einem Schwesternwohnheim umgebaut. | |
| Ensheimer Straße 2 Lage                                           | Amtsgericht                                                                   | Das Amtsgericht St. Ingbert wurde 1900 erbaut. | |
| Ensheimer Straße 4 Lage                                           | Ehem. Forsthaus, heute Nebengebäude des Amtsgerichts                          | Das Forsthaus wurde im letzten Viertel des 19. Jahrhunderts erbaut und ist heute Nebengebäude des Amtsgerichts. | |
| Ensheimer Straße 19 Lage                                          | Wohnhaus mit baufester Ausstattung, Umfassungsmauer mit Eingangsgitter        | Erbaut 1890 | |
| Ensheimer Straße 20 Lage                                          | Wohn- und Geschäftshaus                                                       | Erbaut um 1900 | |
| Ensheimer Straße 34 Lage                                          | Villa                                                                         | Erbaut um 1900 | |
| Gartenstraße 1 Lage                                               | Wohnhaus                                                                      | Erbaut um 1900 | |
| Josefstaler Straße 5 Lage                                         | Ev. Martin-Luther-Kirche                                                      | Die neuromanische Kirche wurde 1858/59 nach Plänen von Ludwig Weyland erbaut. Der schlichte Saalbau wird von einer Holzdecke und der L-förmigen Empore bestimmt. | |
| Josefstaler Straße 22 Lage                                        | Ehem. Synagoge mit Umfassungsmauer                                            | Die Synagoge wurde 1876 erbaut, nachdem die jüdische Gemeinde in St. Ingbert stark gewachsen war. 1938 wurde das Gebäude profaniert, ab 1956 nutzte die evangelische Kirche den Bau. | |
| Kaiserstraße 1/3 Lage                                             | Verwaltungsgebäude der Pulverfabrik Gebr. Martin                              | Das Gebäude wurde um 1881 erbaut und war repräsentativer Verwaltungssitz der Pulverfabrik Gebr. Martin, die Sprengstoffe für Gruben herstellte. Wegen der Gefährlichkeit der Stoffe war die Fabrik außerhalb des Ortes angesiedelt. | |
| Kaiserstraße 5 Lage                                               | Luitpoldschule                                                                | Die Luitpoldschule wurde 1884 erbaut. Als hier am 24. September 1888 Prinzregent Luitpold von Bayern bei seinem Besuch in St. Ingbert abstieg, erhielt das Gebäude seinen Namen. Das Gebäude wird seit 1976 als Kindertagesstätte genutzt. | |
| Kaiserstraße 9 Lage                                               | Wohn- und Geschäftshaus                                                       | Erbaut um 1900 | |
| Kaiserstraße 13 Lage                                              | Wohn- und Geschäftshaus                                                       | Erbaut 1892 | |
| Kaiserstraße 26 Lage                                              | Wohnhaus                                                                      | Erbaut um 1800 | |
| Kaiserstraße 30 Lage                                              | Wohn- und Geschäftshaus                                                       | Erbaut 1907 | |
| Kaiserstraße 48 Lage                                              | Ehemalige katholische Mädchenschule                                           | Das um 1865 als katholische Mädchenschule erbaute Gebäude diente ab 1903 als Bezirksamt. Seit 1958 ist es Dienstgebäude der Polizeiinspektion St. Ingbert. | |
| Kaiserstraße 126/128 Lage                                         | Kath. Kirche St. Josef                                                        | Die im neugotischen Stil errichtete Kirche wurde 1890 bis 1893 nach Plänen des Architekten Ludwig Becker errichtet. Die dreischiffige Hallenkirche mit Querschiff wurde 2007 bei einem Brand schwer beschädigt und bis 2011 umfangreich saniert. | |
| Kaiserstraße 136 Lage                                             | „Höfchen“, Wohnhaus mit Apotheke                                              | Das „Höfchen“ genannte Wohnhaus mit Apotheke wurde 1829/30 errichtet. Zum Haus gehören auch zwei Wirtschaftsgebäude. Unter Denkmalschutz steht außerdem die Inneneinrichtung aus dem Jahr 1916. | |
| Kaiserstraße 149 Lage                                             | Wohnhaus                                                                      | Das Wohnhaus wurde 1925 von Hans Herkommer erbaut. | |
| Kaiserstraße 224 Lage                                             | Wohnhaus                                                                      | Erbaut 1904 | |
| Kapellenstraße 14/16 Lage                                         | Wohnhaus                                                                      | Erbaut um 1900 | |
| Karl-August-Woll-Straße 40 Lage                                   | St. Fidelishaus, Exerzitienhaus, 1910–11, heute Altenwohnheim (Einzeldenkmal) | Das ehemalige Kloster und sein Exerzitienhaus im Barockstil wurden 1910/11 für das Seraphische Liebeswerk der Kapuziner erbaut. | |
| Koelle-Karmann-Straße 33/35 Lage                                  | Leibniz-Gymnasium mit Turnhalle                                               | Das Leibniz-Gymnasium wurde 1870 gegründet. Das heutige Schulgebäude wurde 1926/27 nach Plänen von Erich Stoll und Rudolf Krüger erbaut. | |
| Neue Bahnhofstraße 4 Lage                                         | Bahnhofsempfangsgebäude und Bahnsteighalle, 1879 (Einzeldenkmal)              | Der typische Bahnhof im Rundbogenstil besteht aus einem zweigeschossigen, verputzten Hauptbau mit drei Achsen, wobei die mittlere als Risalit mit Frontgiebel vorspringt, und zwei eingeschossigen Anbauten. Erbaut wurde der Bahnhof 1879. | |
| Neue Bahnhofstraße 6 Lage                                         | Güterbahnhofsgebäude                                                          | Das Güterbahnhofsgebäude entstand um 1880 und liegt heute neben dem Bahnhof. | |
| Neue Bahnhofstraße 33 Lage                                        | Villa Wagner                                                                  | Die Villa Wagner wurde um 1890 erbaut. | |
| Neunkircher Weg Lage                                              | Alter Friedhof mit Kapelle                                                    | Der Alte Friedhof wurde im Jahre 1820 angelegt. Die 1740 errichtete Kapelle wurde 1857 erweitert. | |
| Obere Kaiserstraße 192 Lage                                       | Wohnhaus                                                                      | Erbaut 1912 | |
| Pfarrgasse 2 Lage                                                 | Rückgebäude und Scheune                                                       | | |
| Pfarrgasse 7 Lage                                                 | „Lämpche“, Wohn- und Gasthaus                                                 | Erbaut 1908 | |
| Pfarrgasse 49 Lage                                                | Pfarrgaßschulhaus                                                             | Das einstige Schulhaus wurde 1900 als Knabenschule erbaut. | |
| Prälat-Goebel-Straße 1 Lage                                       | Kath. Pfarrhaus St. Josef                                                     | Das zur katholischen Kirche St. Josef gehörende Pfarrhaus wurde um 1895 erbaut. | |
| Rentamtstraße 39 Lage                                             | Kgl.-Bayerisches Rentamt                                                      | Das Kgl. Bayerische Rentamt wurde 1900 bis 1902 erbaut und is theute Sitz des Finanzamts. | |
| Rickertstraße 9 Lage                                              | Wohn- und Geschäftshaus                                                       | Erbaut 1909 | |
| Rickertstraße 15 Lage                                             | Wohn- und Gasthaus                                                            | Das 1904 erbaute Jugendstil-Gebäude beherbergt das Gasthaus „Zur Post“. | |
| Rickertstraße 17 Lage                                             | Ehem. Post, Wohn- und Geschäftshaus                                           | Die ehemalige Post wurde 1904 erbaut und ist heute Wohn- und Geschäftshaus. | |
| Rickertstraße 21 Lage                                             | Wohn- und Geschäftshaus                                                       | Erbaut um 1905 | |
| Rickertstraße 23 Lage                                             | Stadtkasse, Wohn- und Geschäftshaus                                           | Die ehemalige Stadtkasse wurde um 1926 erbaut und ist heute Sitz der Kreissparkasse St. Ingbert. | |
| Rickertstraße 37 Lage                                             | Wiesentalschule                                                               | Die 1902 erbaute Wiesentalschule wurde 1912 aufgestockt. | |
| Theresienstraße 9 Lage                                            | Ludwigschule                                                                  | Erbaut 1909/10 | |
| Theresienstraße 17 Lage                                           | Katholische Kirche St. Hildegard                                              | Der Backsteinbau wurde 1928/29 von Albert Boßlet im Stil des Expressionismus erbaut. Die moderne, schlichte Kirche besitzt im nördlichen Seitenschiff einen Glockenturm, der an das Mittelschiff angebaut ist. | |
| Wittemannstraße 4 Lage                                            | Villa Wittemann mit Innenausstattung und Park                                 | Die Villa Wittemann wurde 1909 von dem Architekten Arthur Kratsch für die St. Ingberter Bauunternehmerfamilie Wittemann erbaut. Das Gebäude mit Innenausstattung zeugt vom Jugendstil in der Region. | |
| Zur Rothell 20 Lage                                               | Rischbachschule                                                               | Die Schule wurde 1972/73 von Hanns Schönecker erbaut. | |